# Japanese Academy Award

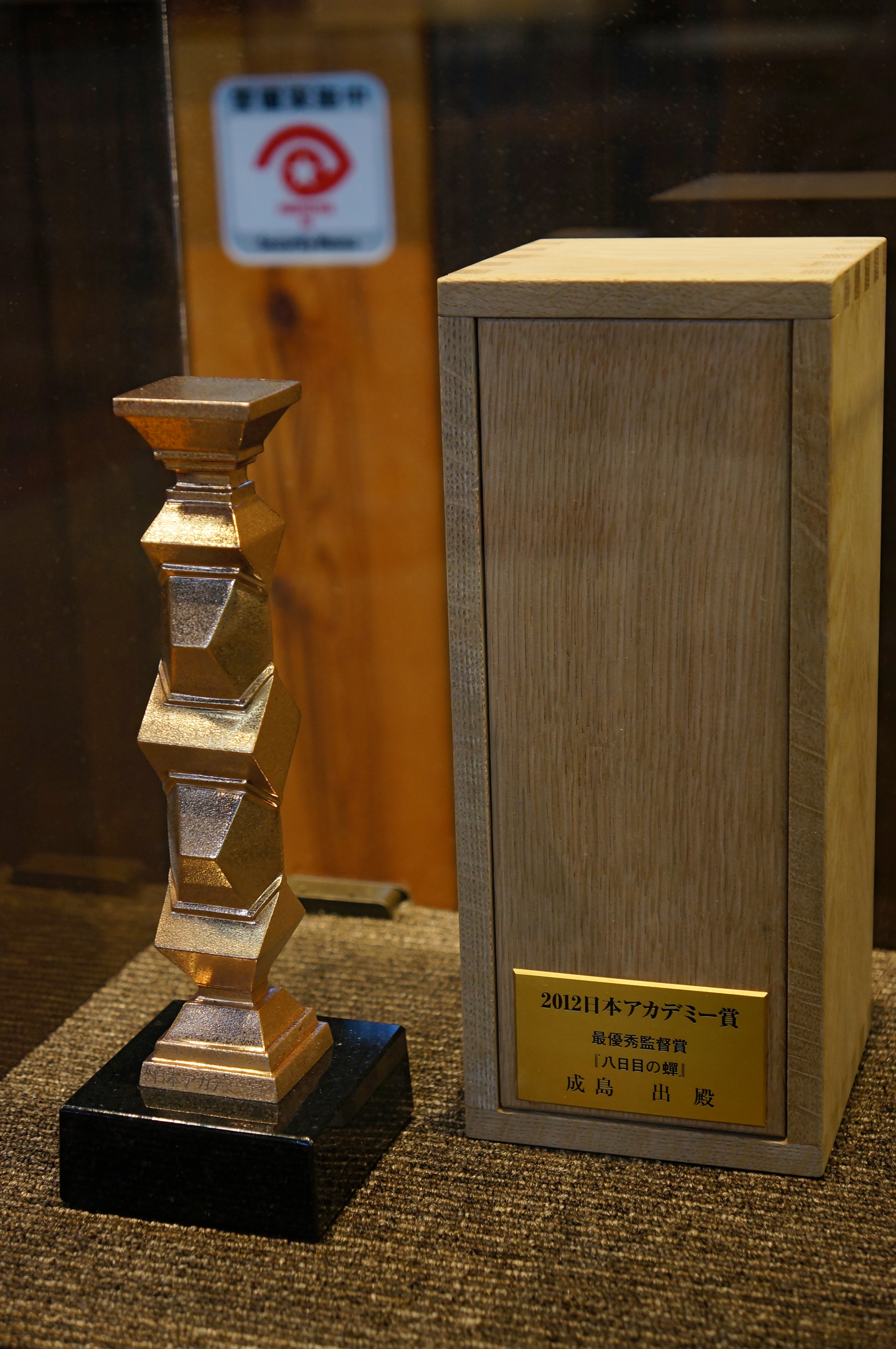
Pokal

Der Japanese Academy Award (japanisch: 日本アカデミー賞, nippon akademī shō; englisch: Japan Academy Film Prize), auch Japan Academy Filmpreis genannt, ist der bedeutendste Filmpreis der japanischen Filmkunst. Seit 1978 werden jährlich in Tokio herausragende Leistungen im Bereich Film geehrt. Er ist damit wesentlich jünger als etwa der Kinema-Jumpō-Preis. Im Gegensatz zu vielen anderen Preisverleihungen finden die Japanese Academy Awards zu keinem feststehenden Datum statt, lediglich der Zeitraum zwischen Februar und April steht fest.
Die Kategorien ähneln denen der US-amerikanischen Academy Awards. Bei der Verleihung werden die Filme aus dem Vorjahr ausgezeichnet. Die Gewinner werden aus den Empfängern des Preises für Herausragende Leistung ausgewählt.
Einige Kritiker sehen die Japanese Academy Awards als Popularitätswettbewerb und nicht als Auszeichnung für hervorragende Filme an. Beispielsweise erhielt der international gelobte und preisgekrönte Film Nobody Knows (2004) nur eine Nominierung in der Kategorie Beste Nebendarstellerin.

## Kategorien
| Kategorie                     | Originalbezeichnung                                   | verliehen |
| ----------------------------- | ----------------------------------------------------- | --------- |
| Bester Film                   | 最優秀作品賞 sai yūshū sakuhin shō                    | seit 1978 |
| Beste Regie                   | 最優秀監督賞 sai yūshū kantoku shō                    | seit 1978 |
| Bestes Drehbuch               | 最優秀脚本賞 sai yūshū kyakuhon shō                   | seit 1978 |
| Bester Hauptdarsteller        | 最優秀主演男優賞 sai yūshū shuen dan’yū shō           | seit 1978 |
| Beste Hauptdarstellerin       | 最優秀主演女優賞 sai yūshū shuen joyū shō             | seit 1978 |
| Bester Nebendarsteller        | 最優秀助演男優賞 sai yūshū joen dan’yū shō            | seit 1978 |
| Beste Nebendarstellerin       | 最優秀助演女優賞 sai yūshū joen joyū shō              | seit 1978 |
| Bester Nachwuchsdarsteller    | 新人俳優賞 shinjin haiyū shō                          | seit 1982 |
| Beste Musik                   | 最優秀音楽賞 sai yūshū ongaku shō                     | seit 1978 |
| Beste Kamera                  | 最優秀撮影賞 sai yūshū satsuei shō                    | seit 1980 |
| Beste Beleuchtung             | 最優秀照明賞 sai yūshū shōmei shō                     | seit 1980 |
| Bestes Szenenbild             | 最優秀美術賞 sai yūshū bijutsu shō                    | seit 1980 |
| Bester Ton                    | 最優秀録音賞 sai yūshū rokuon shō                     | seit 1980 |
| Bester Schnitt                | 最優秀編集賞 sai yūshū henshū shō                     | seit 1988 |
| Beste Technik                 | 最優秀技術賞 sai yūshū gijutsu shō                    | 1978–1979 |
| Bester Animationsfilm         | 最優アニメーション作品賞 sai yū animēshon sakuhin shō | seit 2007 |
| Bester ausländischer Film     | 最優秀外国作品賞 sai yūshū gaikoku sakuhin shō        | seit 1978 |
| Ehrenpreis der Akademie       | 協会栄誉賞 kyōkai eiyo shō                            | 2006      |
| Spezialpreis des Vorsitzenden | 会長特別賞 kaichō tokubetsu shō                       |           |
| Spezialpreis der Akademie     | 協会特別賞 kyōkai tokubetsu shō                       | seit 1991 |
| Populärster Film              | 話題賞・作品部門 wadai shō – sakuhin bumon            | seit 1980 |
| Populärster Darsteller        | 話題賞・俳優部門 wadai shō – haiyū bumon              | seit 1980 |